# Katyna (alkaloid)
Katyna, D-norpseudoefedryna – organiczny związek chemiczny, stymulująca substancja psychoaktywna, pochodna fenyloetyloaminy. Jest to alkaloid występujący w roślinie kath (Catha Edulis). W budowie podobny do efedryny i amfetaminy. Jest jednym z izomerów strukturalnych fenylopropanolaminy. Skutki używania katyny są podobne do skutków używania amfetaminy.

Przeczytaj ostrzeżenie dotyczące informacji medycznych i pokrewnych zamieszczonych w Wikipedii.